# Йоталанд

Регіон Йоталанд

Йоталанд або Геталанд (Götaland) — регіон у Південній Швеції. На півночі межує з регіоном Свеаланд.

## Ландскапи Йоталанду

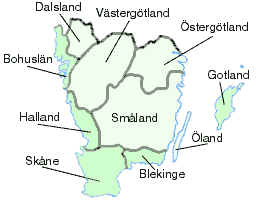
Ландскапи Йоталанду

Регіон Йоталанд формують 10 історичних провінцій (ландскапів):
| - Блекінге (Blekinge) - Богуслен (Bohuslän) - Вестерйотланд (Västergötland) - Галланд (Halland) - Готланд (Gotland) - Дальсланд (Dalsland) - Еланд (Öland) - Естерйотланд (Östergötland) - Сконе (Skåne) - Смоланд (Småland) До 1815 року до складу Йоталанду входив ландскап Вермланд, який перейшов до регіону Свеаланд. | Blekinge · Bohuslän · Västergötland · Halland · Gotland · Dalsland · Öland · Östergötland · Skåne · Småland |

## Лени Йоталанду
Адміністративно сучасна Швеція поділяється не на ландскапи (провінції), а на лени. Хоча Йоталанд визначався саме в межах історичних провінцій, але на території цього регіону тепер знаходяться такі лени: Блекінге, Вестра-Йоталанд, Галланд, Готланд, Естерйотланд, Єнчепінг, Кальмар, Крунуберг і Сконе.

## Головні міста
Гетеборг, Мальме, Гельсінборг, Гальмстад, Норрчепінг.